# Sint-Jozefkapel (Leest)

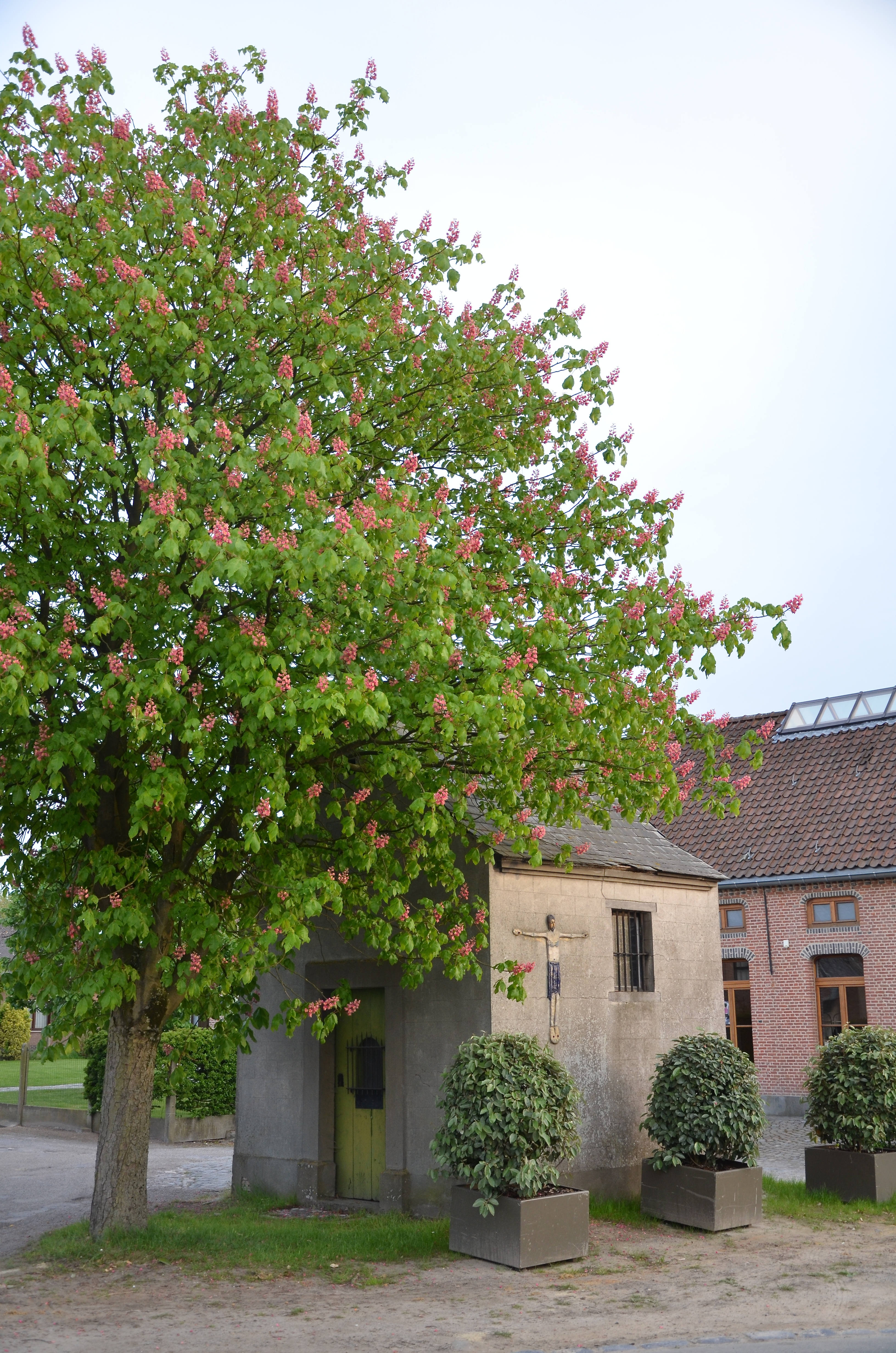
Sint-Jozefkapel

De Sint-Jozefkapel is een kapel in de tot de Antwerpse gemeente Mechelen behorende plaats Leest, gelegen aan de Dorpstraat.

## Geschiedenis
De kapel werd gebouwd in 1701 en werd gerestaureerd in 1977. Boven de deur werd in 1977 in reliëf een boer afgebeeld en op de rechterzijgevel een Christusfiguur.

## Gebouw
Het betreft een kapel op rechthoekige plattegrond en een driezijdig afgesloten koor. Een eenvoudig kruis is boven het koor geplaatst.

## Interieur
Het interieur wordt overkluisd door een tongewelf. Het altaar, van 1764, is afkomstig van de parochiekerk. De 18e-eeuwse houten beeldengroep van de Heilige Familie werd gestolen in 1973 en vervangen door een gipsen sedes sapientiae. De overige 17e-eeuwse beelden werden in de kerk geplaatst.